# Àngel Cantons i Fornells
Àngels Cantons i Fornells (Mollerussa, 5 d'abril de 1895 - Palerm, 9 de juny de 1967) va ésser un religiós claretià, actiu a diferents zones d'Itàlia i a Palerm. Ha estat declarat servent de Déu i n'està obert el procés de beatificació.

## Biografia
Va néixer a Mollerussa, quart dels cinc fills de Josep Cantons i Carme Fornells, que li inculcaren la religió (tres dels cinc fills van ésser preveres). En 1907 entrà al col·legi dels Missioners Fills de l'Immaculat Cor de Maria de Solsona i en 1912 professà la vida religiosa. El 29 de maig de 1920 fou ordenat sacerdot a Saragossa. Volia marxar com a missioner a Àfrica o Amèrica, però fou enviat en 1921 al nord d'Itàlia, a Monfalcone, des d'on predicava a la regió. D'allí passà, en 1926, a Tricarico i, en 1933, a Antrodoco. Entre 1935 i 1944 va ésser director del Seminari Diocesà de Palerm. El 1944 en fou expulsat i anà a Ciampino, on continuà la seva tasca d'apostolat fins que va tornar a Catalunya, en 1951. El 1966, ja malalt, tornà a Palerm, on morí el 9 de juny de 1967.
A Ricordi eucaristici miei, autobiografia novel·lada escrita poc després de deixar el seminari de Palerm, explica la seva experiència vital i religiosa. Altres obres seves són de caràcter doctrinal o teològic.
Per la seva vida, model de ministeri sacerdotal, la diòcesi de Palerm va iniciar el seu procés de beatificació en 1984, essent considerat un servent de Déu.